# Laguna Conchalí
La laguna Conchalí es un humedal costero léntico ubicado unos kilómetros al norte de la ciudad de Los Vilos, en la Región de Coquimbo. Se alimenta del cauce del estero Pupío (a veces conocido como estero Conchalí) y de los aportes que deja la marea alta y tiene una excepcional relevancia por el rol que desenvuelve para la flora y fauna terrestre y acuática de interés con alta diversidad de especies, tanto migratorias como de la región.
La laguna esta desde 1997 bajo la administración de Minera Los Pelambres.